# Melittia sangaica
Melittia sangaica is een vlinder uit de familie wespvlinders (Sesiidae), onderfamilie Sesiinae.
Melittia sangaica is voor het eerst wetenschappelijk beschreven door Moore in 1877. De soort komt voor in het Oriëntaals gebieden het  Palearctisch gebied.